# Vimperator
Vimperator（ヴィムペレーター）は、キーボードだけを用いた Mozilla Firefox の操作を可能にするための拡張機能である。キーバインドはテキストエディタである Vim に準拠しており、できるだけ本物の Vim に近い操作性を実現することに力が注がれている。

## 特徴
Vimperator の最大の特徴は、マウスを使わずに Firefox におけるブラウジングができるということである。その中でも特に強力な機能は、Vimperator の個性的なヒントモード、補完機能を備えたコマンドラインモード、およびキーボードからアクセス可能なヘルプである。

### ヒントモード
Vimperator のヒントモードは、通常マウスでクリックできるウェブページの要素（リンク、ボタン、チェックボックス等）などを全てキーボードから選択可能にする。ヒントモードを実行するとページ中の全てのクリック可能な要素が数字（拡張によりアルファベットに変更可能）でタグ付けされ、ユーザはその数字をタイプすることによって要素を選択できる。また、ヒントモードの種類によって、クリック動作、フォーカス動作、リンク先URLのヤンク（クリップボードへのコピー）など様々なアクションを切り替えることが可能である。

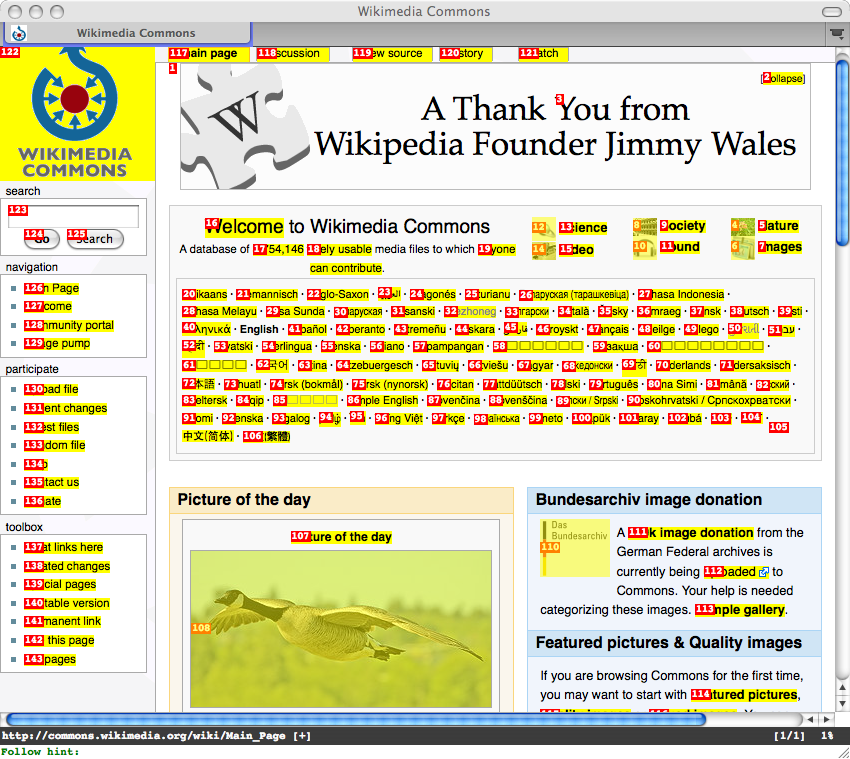
Vimperator におけるヒントモード（画像はバージョン2のもの）

この機能はもともと Hit-a-Hint（） という別の拡張機能の機能であったが、Vimperator の開発時に早い段階から取り込まれ、実装を書き直すことでアクションの切り替えの追加や、リンクの多いページでの動作の高速化を達成した。

### コマンドラインモード
Vimperator のほとんどの機能は、ウィンドウ下部に表示される Vim 風のコマンドラインから起動可能である。Vim と同じくコマンドは　:（） から始まり、: が押されるとVimperator の制御はコマンドラインモードに移る。

### 補完機能

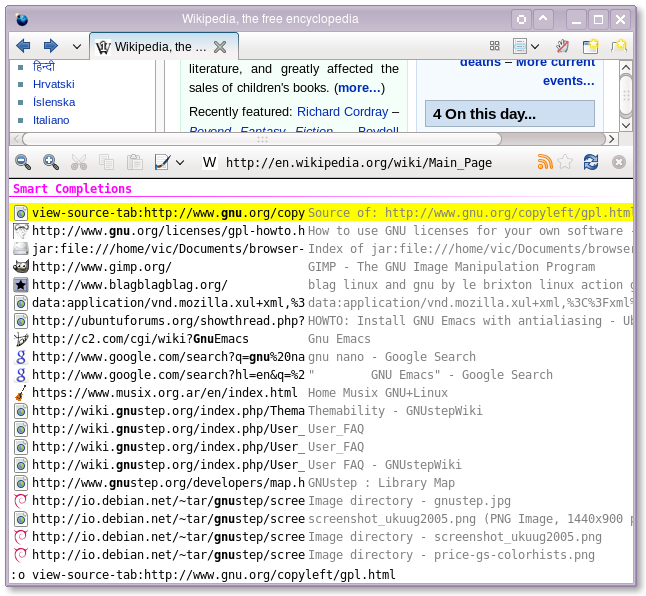
- openコマンドでの自動補完

Vimperator は強力な自動補完機能を備えている。例えば通常「t」で起動する「新しいタブで開く」機能では、ローカルのブックマークを元にしたURL中の語句やページタイトルによる補完、グーグル・サジェストによる検索キーワードの補完など様々な種類の補完が可能である。補完候補は ⭾ Tab および ⇧ Shift+⭾ Tab で移動でき、事実上ブックマークサイドバー等を使わずにブックマークを検索・閲覧することもできる。

### ヘルプ

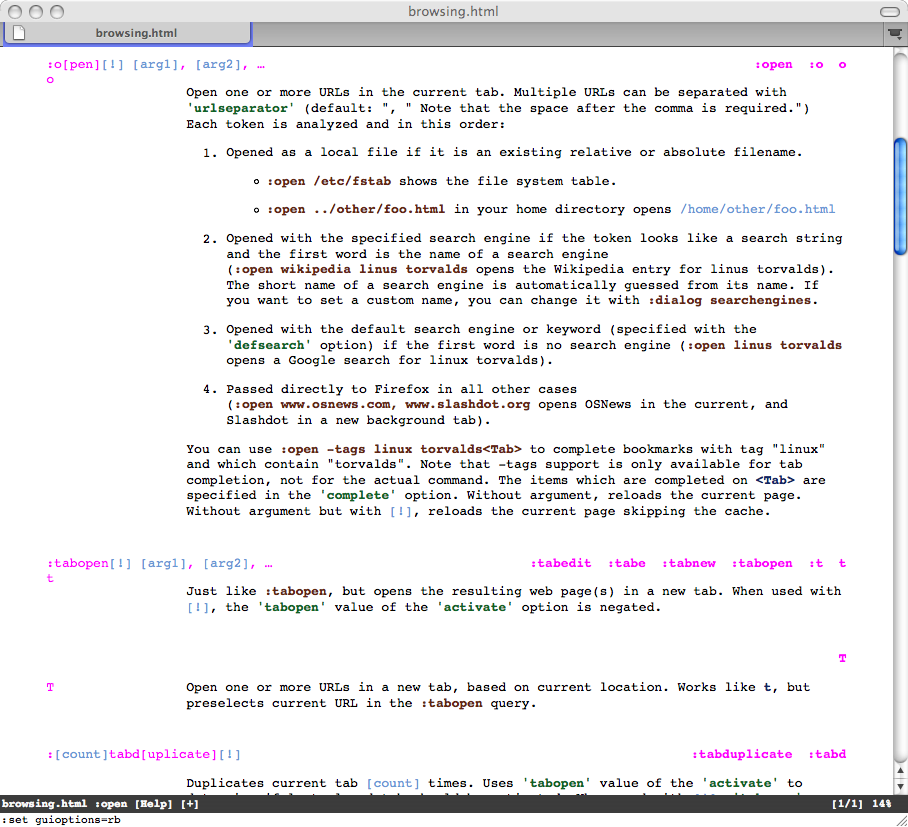
ヘルプ

「操作に慣れるまでが長い」という Vim 系特有の欠点を緩和するために、Vimperator は充実したヘルプを用意している。ユーザは「help」（または「h」）コマンドを起動することで、Vimperator において利用可能なすべてのコマンド操作を掲載したヘルプページを閲覧できる。

### JavaScriptによる拡張
Vimperator の機能は、ウェブ上で配布されている .js ファイルを指定されたディレクトリに置くことで拡張可能である。既に多くの拡張機能が配布されており、「単にインストールしただけでは Vimperator を使っているとは言えない」と言われる位である。

### vimperatorrcによる拡張
.vimperatorrc（Windows では vimperatorrc）というテキストファイルを編集することで、Vimperator の基本的な挙動を自由に変更できる。H や L で戻るや進む、J や K の移動量を増やしたり、コマンドモードに移行する起点となる : をそれ以外の任意の押しやすいキーに差し替えて操作性を上げたりすることができる。vim でいえば、vimrc に相当する設定ファイルである。

## Pentadactyl
Vimperator の管理者マーティン・シュトゥーベンシュロットは、設定項目や機能を闇雲に増やすのではなく、ユーザが本当に必要とするものを選んで実装し、シンプルで安定していることを優先させるとした。また、Vim を模倣するだけだなく、「現代的な」グラフィックインタフェースを取り入れて可用性の高いものを目指すとした。
これに対し、クリスらはマーティンがここ数年ほとんどソースコードに対する貢献をしていないのに関わらず、編集権限を行使することに同意できないとし、他の開発者と共に Vimperator をフォークし Pentadactyl（）の開発を開始した。寄付金や広告収入の使途が不透明であることも理由であるとしている。
Pentadactyl は、フォーク以来コマンドの改善やバグフィックス、起動の高速化がされるなどの開発が進められた。「:if :elseif :endif」など複雑な設定をする構文が追加されるなど、 Vim の機能の移植も重要視されている。ただ2012年1月現在では少し見かけが違うほかは、大きな違いはない。

## 参照
1. ↑  Brockmeier, Joe (June 22、2007). “How to control Firefox using Vim keybindings”. January 4、2009閲覧。 エラー: 閲覧日が正しく記入されていません。
2. ↑  Vimperator Labs: Vimperator/Scripts.
3. ↑  vimpr: Vimperator plugins on vimpr.
4. ↑  Martin Stubenschrott
5. ↑  マーティン・シュトゥーベンシュロット. “VimperatorVsPentadactyl”. 2012年2月12日閲覧。
6. ↑  Kris Maglione
7. ↑  Martin
8. ↑  “Pentadactyl FAQ”. 2012年2月12日閲覧。
9. 1 2  クリス・マリオン. “vimperator ml”. 2012年2月12日閲覧。
10. ↑  “pentadactyl changelog”. 2012年2月12日閲覧。